# Cremastus lepidus
Cremastus lepidus là một loài tò vò trong họ Ichneumonidae.